# Montoy-Flanville
Montoy-Flanville foi uma antiga comuna francesa na região administrativa de Grande Leste, no departamento de Mosela. Estendia-se por uma área de 6,32 km². Em 2010 a comuna tinha 1 772 habitantes (densidade: 280,4 hab./km²).
Em 1 de janeiro de 2017, ela foi inserida no território da nova comuna de Ogy-Montoy-Flanville.